# Harrison Ford

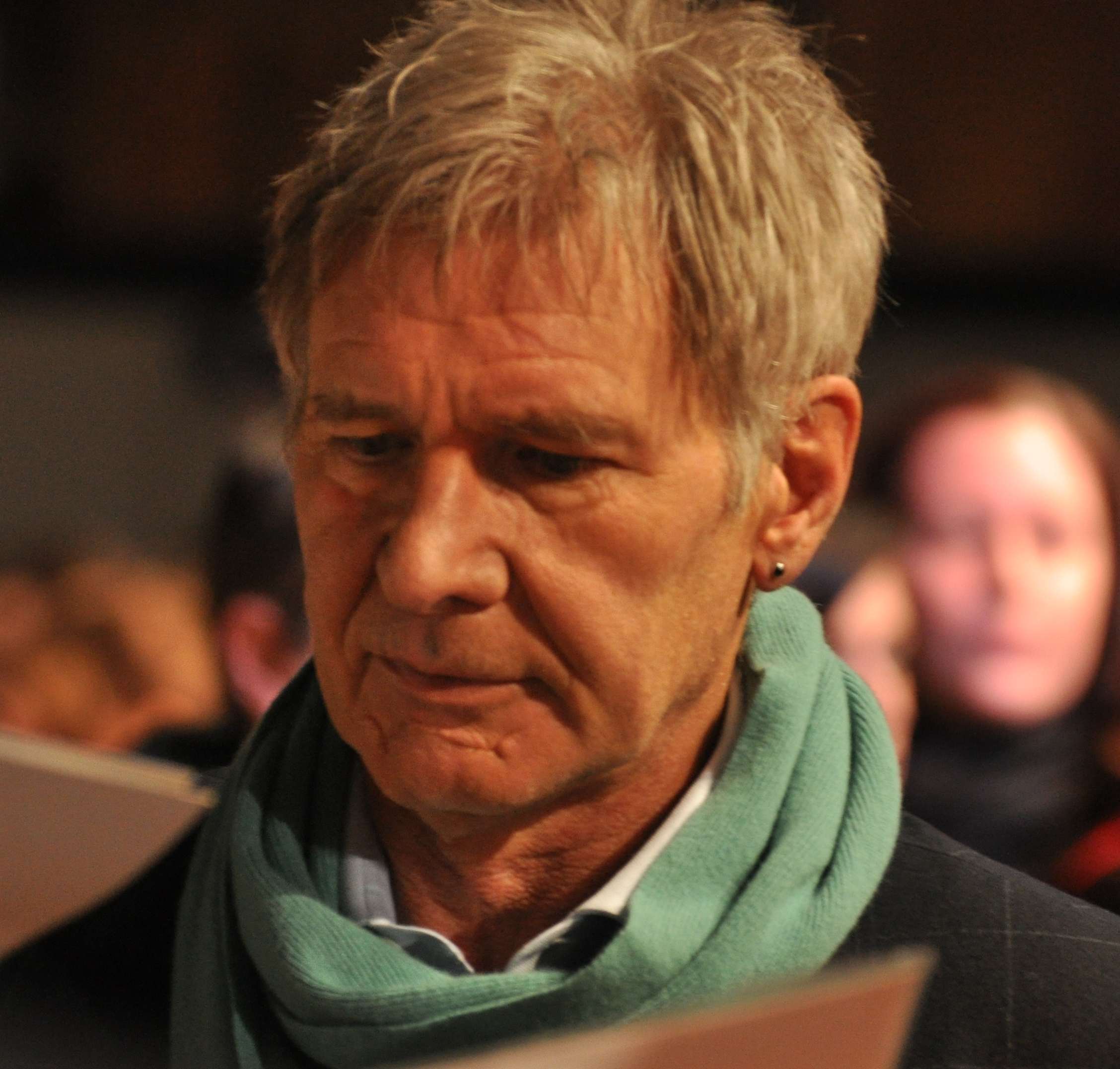
Na premierze Dzień dobry TV na Leicester Square (2011)

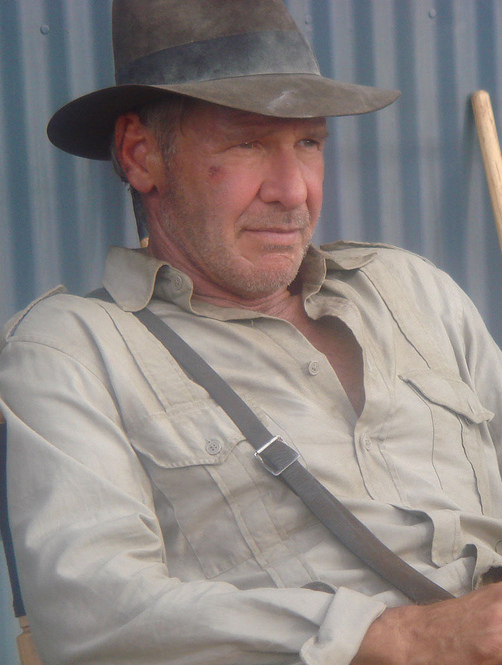
Na planie Indiana Jones i Królestwo Kryształowej Czaszki

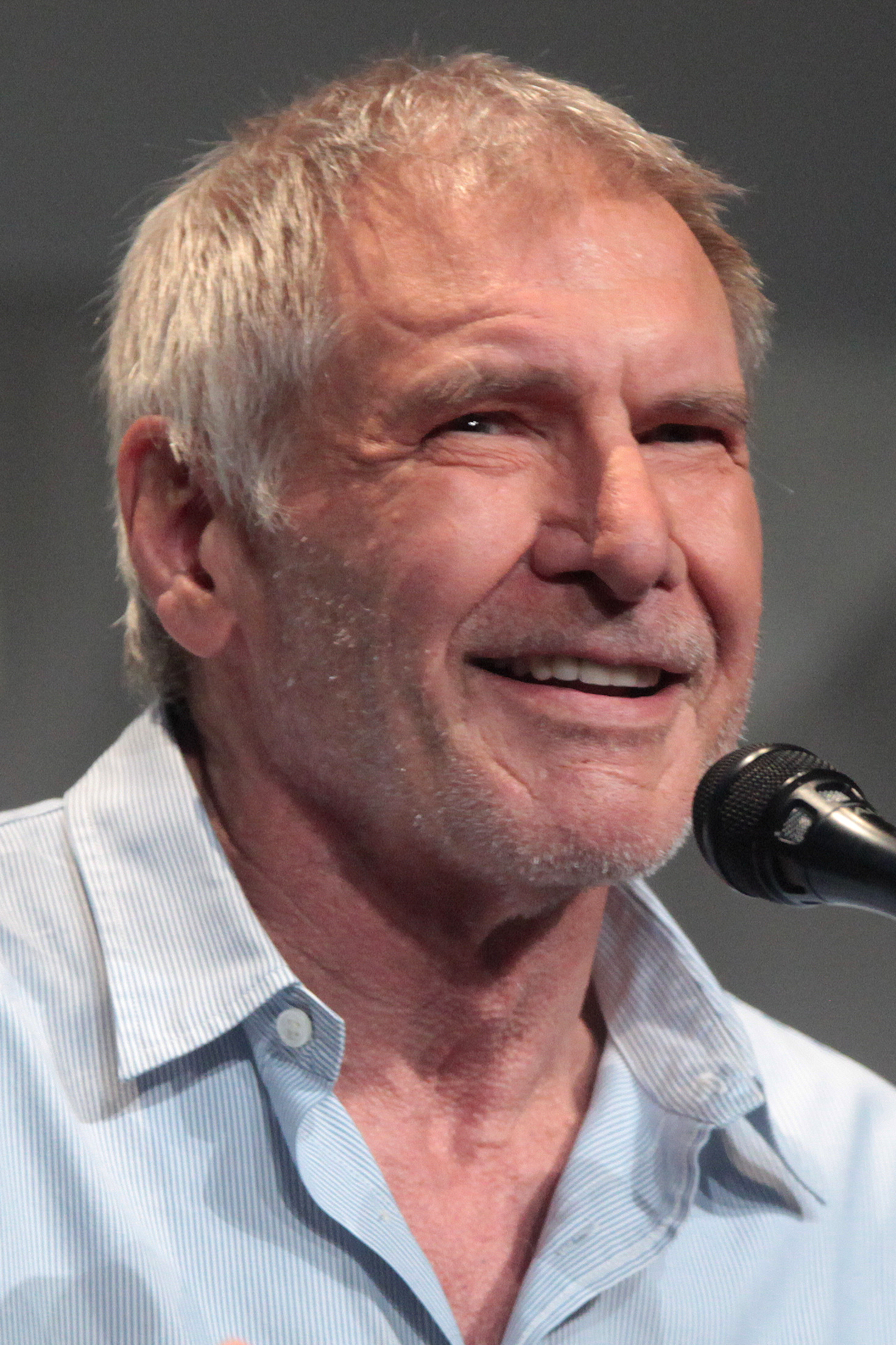
Harrison Ford na San Diego Comic-Conie w 2015

Harrison Ford (ur. 13 lipca 1942 w Chicago) – amerykański aktor filmowy i telewizyjny, producent filmowy. Międzynarodową sławę i trwałe miejsce w historii kina przyniosły mu kreacje aktorskie, które stały się częścią amerykańskiej kultury masowej – postać Hana Solo w pierwszej i trzeciej trylogii Gwiezdnych wojen oraz tytułowa rola w serii filmów o przygodach Indiany Jonesa. Honorowy laureat Złotego Globu za całokształt twórczości, nominowany do Oscara za pierwszoplanową rolę męską w filmie Świadek (1985). Zanim został aktorem zarabiał na życie jako stolarz.
W 1997 magazyn „Empire” umieścił go na pierwszym miejscu na liście 100 najlepszych gwiazd kina wszech czasów. Filmy z jego udziałem zarobiły w USA prawie 3,4 miliarda dolarów, a na świecie 6 miliardów, czyniąc go jedną z najlepiej zarabiających gwiazd. W 1998 został wybrany „najseksowniejszym mężczyzną na świecie” przez magazyn „People”.
W 2003 otrzymał własną gwiazdę w Alei Gwiazd w Los Angeles znajdującą się przy 6801 Hollywood Boulevard.

## Życiorys

### Wczesne lata
Urodził się w Swedish Covenant Hospital w Chicago w stanie Illinois, jako syn Dorothy (z domu Nidelman), byłej aktorki radiowej, i Christophera Forda (urodzonego jako John William Ford), dyrektora ds. reklamy i byłego aktora. Wychowywał się z młodszym bratem Terence’em „Terrym” (ur. 21 kwietnia 1945). Jego ojciec był katolikiem, a matka Żydówką. Dziadkowie ze strony ojca, John Fitzgerald Ford i Florence Veronica Niehaus, byli katolikami irlandzkiego i niemieckiego pochodzenia. Z kolei dziadkowie ze strony matki, Harry Nidelman i Anna Lifschutz, byli żydowskimi imigrantami z Mińska.
Dorastał na przedmieściach Chicago. Był aktywny w amerykańskim skautingu i osiągnął drugi najwyższy stopień. W 1960 ukończył Maine East High School w Park Ridge w stanie Illinois. Wcześniej jednak, gdy w szkole uruchomiono nową stację radiową został jej spikerem. Później uczęszczał do Ripon College w Wisconsin, gdzie był członkiem bractwa Sigma Nu.

### Początki kariery
W 1964 porzucił szkołę i wyjechał do Los Angeles, by złożyć podanie o pracę lektora w radiu. Nie otrzymał jej, ale pozostał w Kalifornii i podpisał kontrakt z wytwórnią Columbia Pictures, zgodnie z którym miał grać niewielkie role w filmach. Jego pierwszym występem była rola niewymienionego w napisach gońca hotelowego w komedii kryminalnej Spryciarz Ed (1966) z Aldo Rayem. Pierwszą mówioną rolę jako zirytowany kierowca otrzymał w komedii romantycznej Clive’a Donnera Nie ma to jak we dwoje (Luv, 1967) z Jackiem Lemmonem i Peterem Falkiem, chociaż nadal nie był wymieniony w napisach. W końcu zagrał postać porucznika Shaffera w westernie Rogera Cormana Czas zabijania (A Time for Killing, 1967) z George’em Hamiltonem i Glennem Fordem w rolach głównych, gdzie został wymieniony jako „Harrison J. Ford”, ale „J” nie oznaczało drugiego imienia. Dodano je, by uniknąć pomyłki z aktorem niemych filmów o tym samym imieniu, który zagrał w około 80 filmach w latach 1915–1932 i zmarł w 1957. Ford przyznał później, że nie wiedział o istnieniu tego aktora, dopóki nie zobaczył swojego imienia w alei sław. Wkrótce przestał dodawać literę „J” do imienia i zaczął pracę dla wytwórni Universal Studios, grając niewielkie role w wielu produkcjach telewizyjnych. Nie był jednak zadowolony z oferowanych mu ról, więc zajął się ciesielką (która do dziś stanowi jego hobby). Zajmował się stolarstwem, by utrzymać rodzinę, żonę i dwóch małych synów.

### Współpraca z George’em Lucasem
Na początku lat 70. poznał George’a Lucasa, który później obsadził go w roli Boba Falfy w komedii Amerykańskie graffiti (1973) z udziałem Richarda Dreyfussa. Relacje z Lucasem znacząco wpłynęły na jego późniejszą karierę. Wystąpił w niewielkiej roli pracownika firmy w San Francisco – Martina Stetta w dreszczowcu Francisa Forda Coppoli Rozmowa (The Conversation, 1974) u boku Gene’a Hackmana.
W 1975 George Lucas poszukiwał „nowych twarzy” do roli Hana Solo w Gwiezdnych wojnach. Wśród kandydatów byli: Kurt Russell, Nick Nolte, Sylvester Stallone, Bill Murray, Christopher Walken, Burt Reynolds, Jack Nicholson, Al Pacino, Steve Martin, Chevy Chase i Perry King. Lucas poprosił Forda o pomoc w przesłuchaniu, czytając linijki z innymi aktorami i wyjaśniając koncepcje i historię za scenami, które czytali. Lucas został ostatecznie przekonany i obsadził go w jednej z głównych ról. Film odniósł na całym świecie ogromny sukces, stając się jednym z najbardziej kasowych filmów wszech czasów, a rola Hana Solo uczyniła z Forda supergwiazdę. Z powodzeniem wystąpił też w dalszych częściach futurystycznej epopei: Imperium kontratakuje (1980) i Powrót Jedi (1983). Chciał także, żeby Lucas w ostatniej części uśmiercił jego bohatera, lecz ten odmówił.
Jego status czołowego aktora umocnił się, kiedy w 1981 zagrał Indianę Jonesa w filmie Poszukiwacze zaginionej arki. Obraz był wspólną produkcją Stevena Spielberga i George’a Lucasa. Chociaż Spielberg od początku był zainteresowany obsadzeniem w tytułowej roli Forda, to Lucas miał wątpliwości. Ustąpił, dopiero gdy Tom Selleck odrzucił ich propozycję. Film odniósł wielki sukces, a rola Forda przeszła do historii kina. W związku z tym, trzy lata później powstał prequel Indiana Jones i Świątynia Zagłady, a w 1989 sequel Indiana Jones i ostatnia krucjata. Seria filmów o niezwykłym archeologu stała się fenomenem i zyskała miano kultowych. W 1992 Ford powrócił do roli Indiany Jonesa grając mały epizod w serialu Kroniki młodego Indiany Jonesa i czwartym filmie Indiana Jones i Królestwo Kryształowej Czaszki z 2008. W 2023 premierę miał piąty i jednocześnie ostatni film z serii Indiana Jones i artefakt przeznaczenia.

### Rozwój kariery
Role w Komandosach z Nawarony (1978), Czasie Apokalipsy (1979), Frisco Kid (1979) czy kultowym dziś filmie Ridleya Scotta Łowca androidów (1982) ugruntowały pozycję Forda w Hollywood. Później pojawił się w dramatach sensacyjnych – Wybrzeże Moskitów (1986) i Frantic (1988) Romana Polańskiego. Znacząca zwłaszcza była rola w Świadku Petera Weira, za którą aktor otrzymał nominację do Oscara.
W dorobku artystycznym Forda znajdują się zarówno ambitne kreacje dramatyczne, jak też role amantów i twardych, silnych facetów. Lata dziewięćdziesiąte oznaczały dla niego głównie występy w thrillerach i filmach akcji, jak na przykład Czas patriotów (1992) czy Ścigany (1993).
Jego gwiazda nieco przygasła w ostatnich latach, na skutek występów w krytycznie przyjętych i komercyjnie nieudanych filmach. Wyjątek stanowił obraz Roberta Zemeckisa Co kryje prawda, który zarobił w USA 155 milionów dolarów, a na świecie 300 milionów.
W 2004 aktor odrzucił propozycję zagrania głównej roli w thrillerze Syriana. Przypadła ona George’owi Clooneyowi, który otrzymał za nią Oscara i Złoty Glob. Odrzucił też rolę w filmie Traffic, którą później przyjął Michael Douglas.
W 2008 ponownie wcielił się w rolę Indy’ego w przebojowym filmie Indiana Jones i Królestwo Kryształowej Czaszki. Obraz zebrał mieszane recenzje, ale był drugim najlepiej zarabiającym filmem na świecie w 2008. Aktor ujawnił później, że chciałby zagrać w kolejnej części, o ile jej produkcja nie potrwa kolejnych dwudziestu lat. W tym samym roku wystąpił jeszcze w Crossing Over i był narratorem filmu dokumentalnego o Dalajlamie. W 2015 roku po ponad 30 latach od premiery Powrotu Jedi Harrison Ford powrócił do roli Hana Solo w filmie Gwiezdne wojny: Przebudzenie Mocy.

## Życie prywatne

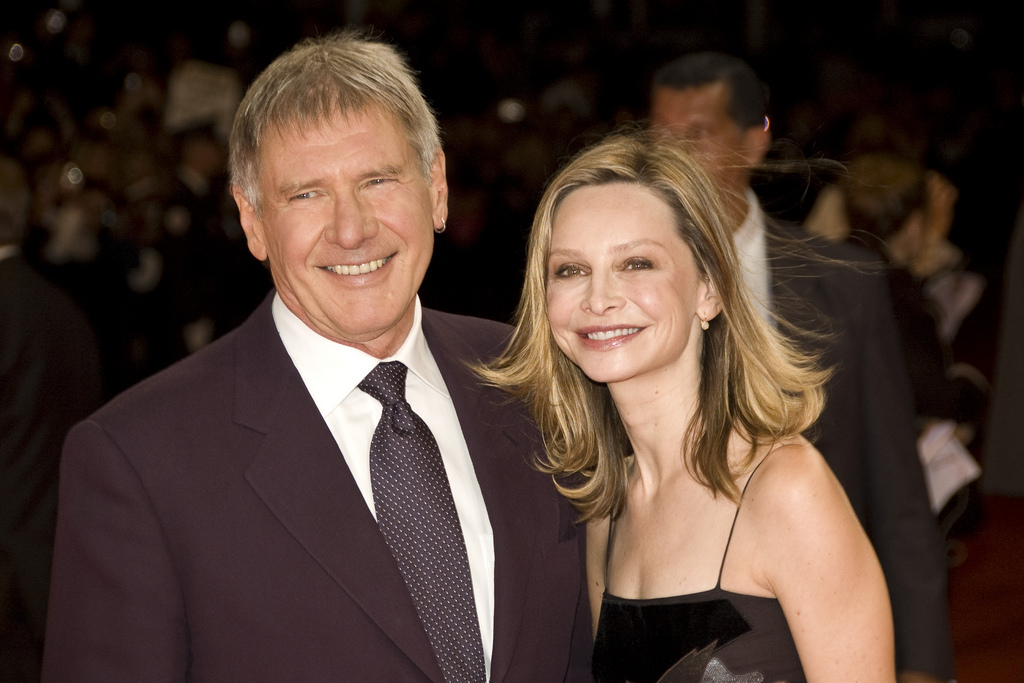
Harrison Ford i Calista Flockhart, 2009

Kiedy w jednym z wywiadów zapytany został o religię, odpowiedział żartem: „Demokrata”. Stwierdził też, że „jako osoba czuje się Irlandczykiem, ale jako aktor – Żydem”.
Trzykrotnie żonaty. 18 czerwca 1964 poślubił Mary Marquardt, z którą ma dwóch synów: Benjamina (ur. 22 września 1967) i Willarda (ur. 14 maja 1969). 3 października 1979 doszło do rozwodu. 
14 marca 1983 ożenił się z Melissą Mathison, z którą ma dwoje dzieci – syna Malcolma Carswella (ur. 10 marca 1987) i córkę Georgię (ur. 30 czerwca 1990). Drugie małżeństwo zakończyło się rozwodem 6 stycznia 2004.
Po ośmiu latach znajomości ożenił się z aktorką Calistą Flockhart, ich ślub odbył się 15 czerwca 2010 w Santa Fe, w stanie Nowy Meksyk. Wychowują razem chłopca Liama, którego aktorka adoptowała jako noworodka w 2001.

## Filmografia

### Filmy
- 1966: Spryciarz Ed (Dead Heat on a Merry-Go-Round) - Bellhop Pager
- 1967: Nie ma to jak we dwoje (Luv) jako rozgniewany kierowca
- 1967: Czas zabijania (A Time for Killing) jako porucznik Shaffer
- 1968: Journey to Shiloh jako Willie Bill Bearden
- 1970: Zabriskie Point jako aresztowany student
- 1970: Uciekający punkt (Getting Straight) jako Jake
- 1970: The Intruders jako Carl
- 1973: Amerykańskie graffiti (American Graffiti) jako Bob Falfa
- 1974: Rozmowa (The Conversation) jako Martin Stett
- 1975: Judgment: The Court Martial of Lieutenant William Calley – sędzia
- 1976: Dynastia (Dynasty) jako Mark Blackwood
- 1977: Opętani (The Possessed) jako Paul Winjam
- 1977: Gwiezdne wojny: część IV – Nowa nadzieja[17] jako Han Solo
- 1977: Bohaterowie (Heroes) jako Ken Boyd
- 1978: Komandosi z Navarony (Force 10 from Navarone) - Mike Barnsby
- 1979: Star Wars Holiday Special jako Han Solo
- 1979: Czas Apokalipsy (Apocalypse Now) jako pułkownik Lucas
- 1979: Hanover Street jako David Halloran
- 1979: Frisco Kid jako Tommy
- 1979: Więcej amerykańskiego graffiti[18] jako oficer Bob Falfa
- 1980: Gwiezdne wojny: część V – Imperium kontratakuje[19] – Han Solo
- 1981: Poszukiwacze zaginionej Arki (Raiders of the Lost Ark) jako Jones
- 1982: Łowca androidów (Blade Runner) jako Rick Deckard
- 1983: Gwiezdne wojny: część VI – Powrót Jedi[20] jako Han Solo
- 1984: Indiana Jones i Świątynia Zagłady[21] jako Indiana Jones
- 1985: Świadek (Witness) jako John Book
- 1986: Wybrzeże Moskitów (The Mosquito Coast) jako Allie Fox
- 1988: Frantic jako dr Richard Walker
- 1988: Pracująca dziewczyna (Working Girl) jako Jack Trainer
- 1989: Indiana Jones i ostatnia krucjata[22] jako Indiana Jones
- 1990: Uznany za niewinnego (Presumed Innocent) jako Rusty Sabich
- 1991: Odnaleźć siebie (Regarding Henry) jako Henry Turner
- 1992: Czas patriotów (Patriot Games) jako Jack Ryan
- 1993: Ścigany (The Fugitive) jako dr Richard Kimble
- 1994: Stan zagrożenia (Clear and Present Danger) jako Jack Ryan
- 1995: Sabrina jako Linus Larrabee
- 1997: Zdrada (The Devil’s Own) jako Tom O’Meara
- 1997: Air Force One jako prezydent James Marshall
- 1998: Sześć dni, siedem nocy (Six Days Seven Nights) - Quinn Harris
- 1999: Zagubione serca (Random Hearts) jako Dutch Van Den Broeck
- 2000: Co kryje prawda (What Lies Beneath) jako Norman Spencer
- 2002: K19 (K-19: The Widowmaker) jako kapitan Aleksiej Wostrikow
- 2003: Wydział zabójstw, Hollywood[23] jako sierżant Joe Gavilan
- 2004: Water to Wine jako kierowca autobusu Jethro
- 2006: Firewall jako Jack Stanfield
- 2008: Indiana Jones i Królestwo Kryształowej Czaszki[24] jako Jones
- 2009: Ścigani (Crossing Over) jako Max Broga
- 2010: Środki nadzwyczajne[25] jako dr Robert Stonehill
- 2010: Dzień dobry TV (Morning Glory) jako Mike Pomeroy
- 2011: Kowboje i obcy (Cowboys & Aliens) jako Woodrow Dolarhyde
- 2013: 42 – Prawdziwa historia amerykańskiej legendy – Branch Rickey
- 2013: Paranoja (Paranoia) jako Jock Goddard
- 2013: Gra Endera (Ender’s Game) jako pułkownik Hyrum Graff
- 2013: Legenda telewizji 2: Kontynuacja[26] jako Mack Harken
- 2014: Niezniszczalni 3 (The Expendables III) jako Max Drummer
- 2015: Wiek Adaline jako William
- 2015: Gwiezdne wojny: Przebudzenie Mocy[27] jako Han Solo
- 2017: Blade Runner 2049 jako Rick Deckard
- 2019: Gwiezdne wojny: Skywalker. Odrodzenie[28] jako Han Solo[29]
- 2020: Zew krwi (The Call of the Wild) jako John Thornton
- 2023: Indiana Jones i artefakt przeznaczenia[30] jako Indiana Jones
- 2025: Kapitan Ameryka: Nowy wspaniały świat jako Thaddeus Ross

### Seriale
- 1967: Wirgińczyk jako młody ranczer / Cullen Tindall
- 1967: Ironside jako Tom Stowe
- 1968: The Mod Squad jako policjant na plaży
- 1969: My Friend Tony
- 1969: The F.B.I. jako Everett Giles / Glen Reverson
- 1969: Love, American Style jako Roger Crane
- 1971: Dan August jako Hewett
- 1972–1973: Gunsmoke jako Hobey / Print
- 1974: Kung-fu jako pan Harrison
- 1974: Petrocelli jako Tom Brannigan
- 1993: Przygody młodego Indiany Jonesa[31] jako 50 letni Indiana Jones
- 2023: Terapia bez trzymanki jako dr Paul Rhoades[32]

## Nagrody i nominacje
BAFTA

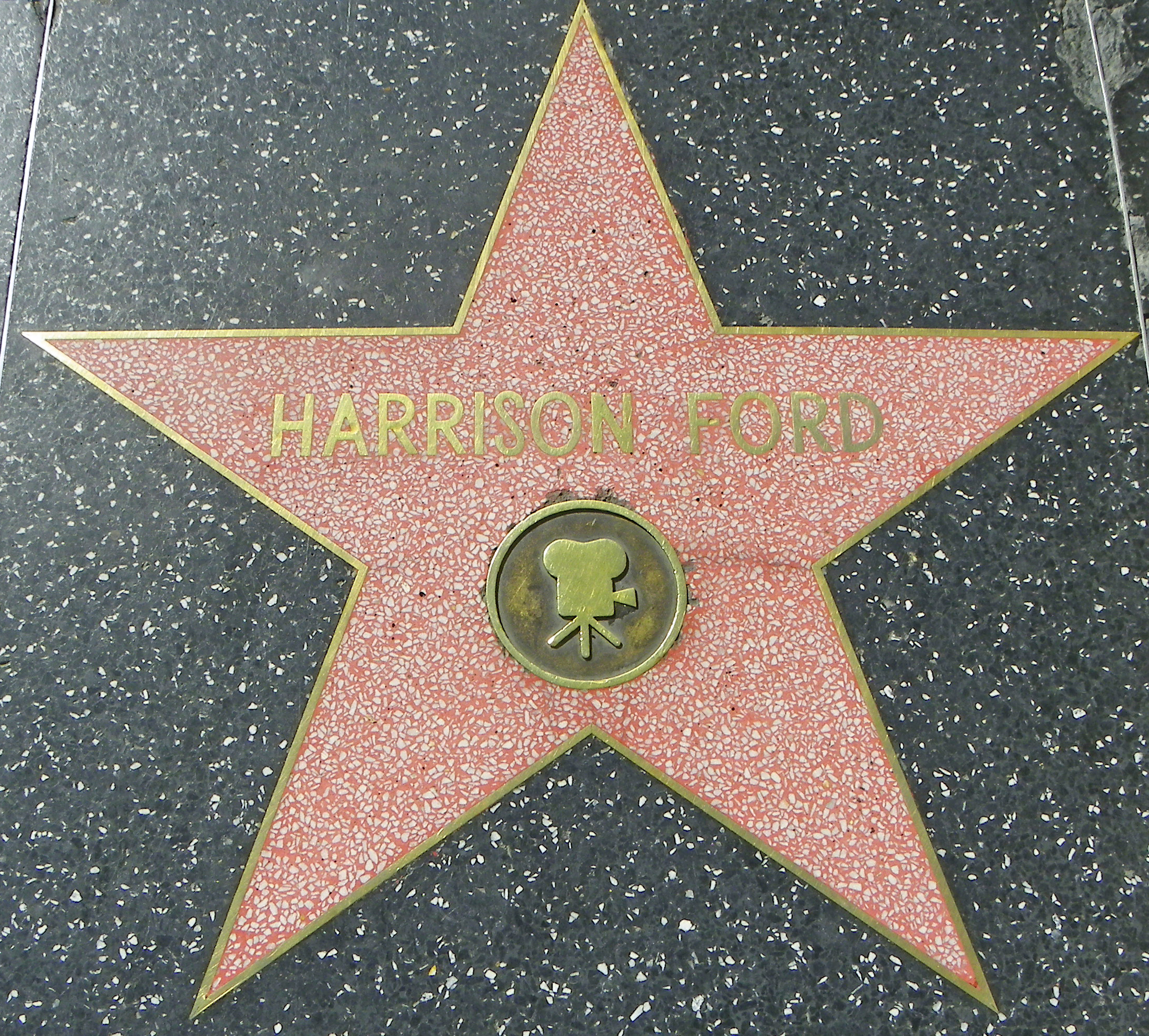
Gwiazda Forda w Alei Sław

- 1985: nominacja dla najlepszego aktora (Świadek)

Oscar
- 1986: nominacja dla najlepszego aktora (Świadek)

People’s Choice Award
- 1998: nagroda (Sześć dni, siedem nocy)
- 1999: nagroda (Zagubione serca)
- 2000: nominacja (Co kryje prawda)
- 2008: nominacja (Indiana Jones i Królestwo Kryształowej Czaszki)

Saturn
- 1977: nominacja dla najlepszego aktora (Gwiezdne wojny: część IV – Nowa nadzieja)
- 1981: nagroda dla najlepszego aktora (Poszukiwacze zaginionej Arki)
- 1984: nominacja dla najlepszego aktora (Indiana Jones i Świątynia Zagłady)
- 1989: nominacja dla najlepszego aktora (Indiana Jones i ostatnia krucjata)
- 2008: nominacja dla najlepszego aktora (Indiana Jones i Królestwo Kryształowej Czaszki)

Złoty Glob
- 1985: nominacja dla najlepszego aktora (Świadek)
- 1986: nominacja dla najlepszego aktora (Wybrzeże Moskitów)
- 1993: nominacja dla najlepszego aktora (Ścigany)
- 1995: nominacja dla najlepszego aktora (Sabrina)
- 2002: nagroda honorowa za całokształt twórczości

W ciągu swojej kariery otrzymał jeszcze wiele innych nagród, nominacji i wyróżnień. W 2000 nagrodzony został przez American Film Institute za całokształt twórczości. 2 czerwca 2003 otrzymał własną gwiazdę na Hollywoodzkiej Alei Sław, a w 2006 za pracę na rzecz ochrony przyrody przyznano mu nagrodę Jules Verne Spirit of Nature Award. Ponadto był laureatem pierwszej edycji nagród Hero Award za kultowe role Hana Solo i Indiany Jonesa.

## Upamiętnienie
W uznaniu dla zasług Harrisona Forda na rzecz ochrony środowiska utworzono nazwy dla nowo odkrytych gatunków mrówek (Pheidole harrisonfordi) i pająków (Calponia harrisonfordi).